# Les Surfs
Les Surfs fue un grupo musical procedente de Madagascar que gozó de gran popularidad en el mundo francófono y en el de habla hispana en los años sesenta. Su mayor éxito fue la adaptación al francés y español del éxito de The Ronettes Be My Baby, titulado en español Tú serás mi baby. Estuvieron juntos de 1963 hasta 1971.

## Miembros
- Monique (Monikya), nacida el 8 de mayo de 1945; murió el 15 de noviembre de 1993
- Nicole, nacida el 21 de julio de 1946; murió el 5 de mayo del 2000
- Coco, nacido el 19 de junio de 1939
- Pat, nacido el 13 de abril de 1941
- Rocky, nacido el 7 de mayo de 1942
- Dave, nacido el 4 de diciembre de 1943

## Historia
La andadura del grupo comenzó el 14 de octubre de 1958 cuando cuatro hermanos y dos hermanas provenientes de una familia malgache se unieron con el nombre de Rabaraona Frères et Soeurs y ganaron un concurso organizado por la estación Radio Tananarive, interpretando temas de The Platters. El conjunto cambió de nombre a Les Beryls y comenzó una serie de giras por su país natal, que acrecentaron su popularidad. En septiembre de 1963, los hermanos fueron elegidos para representar a Madagascar -a petición del gobierno francés- en la inauguración de la segunda cadena televisiva en París. Conquistaron así la simpatía del pueblo francés, y el sello fonográfico Disques Festival, en la persona de Roger Marouani, los contrató casi inmediatamente, quedando en manos de Jean-Louis Rafidy, quien se convirtió en su representante.

## Les Surfs
Una vez contratados por Disques Festival, cambiaron su nombre por el de Les Surfs, en referencia al nuevo ritmo americano que hizo su aparición por aquellos años, el Surf. Su primer éxito fue Reviens vite et oublie y con él iniciaron una gira junto a la cantante Sheila. Su corta estatura (1.48m en promedio) no fue impedimento para convertirse en grandes figuras de la canción. Lograron el éxito en los países de habla hispana con su versión de las Ronettes, Tú serás mi baby. En el Olympia de París se consagraron como "ídolos de la juventud", y fueron jaleados como la gran revelación del año en Francia. Su recorrido exitoso los llevó a Europa (Francia, España Italia, Rumania), Oriente Medio, África y América. Participaron cuatro veces en el Festival de San Remo y tres veces en el Festival de Montreux en Suiza, e hicieron algunas incursiones en el cine y la televisión. Compartieron el escenario con diversas luminarias internacionales de la época. Su presencia en los medios se prolongó hasta principios de los 70. Los cambios en las modas musicales comenzaron a limitar sus actuaciones, además de la nueva condición de Monique y Nicole, que se habían convertido en madres de familia. Monique tuvo 3 hijos y Nicole otros tres.
En 1971, tras concluir una gira por las Antillas y Canadá, decidieron separarse. En Quebec, Monique, la cantante principal, y su hermano Rocky prosiguieron una carrera como el dúo Rocky et Monique, que duró dos años (1979-1982). Después Monique regresó a Francia y poco después a Madagascar. Allí se reunió con cuatro de sus hermanos (Roland, Remy, Luc et Dominique) y en 1989 se lanzaron al mundo del espectáculo bajo el nombre de Surfs-Feedback, con el objetivo de participar de nuevo en emisiones televisivas. Monique falleció el 15 de noviembre de 1993 y Nicole el 5 de mayo de 2000. Rocky siguió actuando en solitario como "Rocky des Surfs", presentando el espectáculo Il etait une fois...Les Surfs (Érase una vez... Les Surfs). Efectuó numerosas giras por Madagascar, acompañado por Surfs Feed back, y viajó ocasionalmente a Francia. 
Posteriormente, reformó el grupo de Les Surfs integrando a sus hermanos Dady, Dominique y Luc e incorporando a sus dos sobrinas Jackya y Mirana, renombrándolo Les Surfs2, aunque siguió actuando en solitario para no interferir en el desarrollo de esta última formación.

## Filmografía y TV
- "Tête de Bois et Tendres Années" (1963) Frances Serie TV.
- "Tête de Bois et Tendres Années" (1964) Frances Serie TV.
- "Cherchez l'idole" (Buscando al ídolo) (1964) Frances Filme
- "La Rose d’or de Montreux" apareciendo con The Rolling Stones (1964) Suiza Serie TV.
- "Ready Steady Go" con Petulia Clark (1964) Londres Serie TV.
- "Petula Clark Show" (1965) Londres Serie TV.
- "Rundherum die welt" (1965) Hamburgo Serie TV.
- "La Rose d’or de Montreux" (1965) Suiza Serie TV.
- "The Hollywood Palace" (1965) Americano Serie TV.
- "Ready Steady Go" apareciendo con The Rolling Stones (1966) Londres Serie TV.
- "This Is Tom Jones" (1966) Londres Serie TV.
- "Petula Clark Show" (1966) Londres Serie TV.
- "Cravate Noir" (1967) Frances Serie TV.
- "Les Palmarès des Chansons" (1967) Frances Serie TV.
- "The Talk Of The town" (1968) Londres Serie TV.
- "The Jack Benny Show" (1968) Londres Serie TV.

## Éxitos
- Reviens vite et oublie (Tu serás mi baby)
- A présent tu peux t'en aller (Ahora te puedes marchar)
- Crossfire
- Si j'avais un marteau (Si yo tuviera un martillo)
- Scandale dans la famille (¡Qué familia!)
- T'en vas pas comme ça (No te vayas)

## Discografía
45 RPM
- Tú serás mi baby / Mi mejor amigo / Dum-dum-dee-dum / Es más fácil decirlo que hacerlo (Hispavox-Festival HF 37-52)
- Si yo tuviera un martillo / Crossfire / Cuando lleguen los santos / No, no me dejes (Hispavox-Festival HF 37-53)
- Ciribiribín / Uh uh / 100.000 chicas / No quieras a un extraño (Hispavox-Festival HF 37-55)
- Tu serás mi baby / Ciribiribín / No, no te vayas / El crossfire (Hispavox-Festival HF 37-57)
- Ahora te puedes marchar / En un salón del siglo XVIII / No tiene importancia / Baby, te quiero (Hispavox-Festival HF 37-58)
- Su forma de besar / Nos ven muy jóvenes / Hay un lugar / Hago mal en quererte (Hispavox-Festival HF 37-60)
- De mi mejor amigo (Recopilatorio con otros cantantes) (Hispavox-Festival HF 37-61)
- Cada noche / Nunca alcanzarás el cielo / Querido Guillermo / Una casa no es un hogar (Hispavox-Festival HF 37-64)
- Su forma de besar / Ahora te puedes marchar / Ya verás / Por una rosa (Hispavox-Festival HF 37-66)
- Stop / La gente dice / Tus sueños / Café, vainilla o chocolate (Hispavox-Festival HF 37-67)
- Por una rosa / Clac tape / Ya verás / El juego del amor (Hispavox-Festival HF 37-69)
- Stop / El juego del amor / El mundo necesita amor / Escándalo en la familia (Hispavox-Festival HF 37-71)
- Prohibido acercarse a mi chica / ¿Por qué yo no? / Hang on sloopy / If you please (Hispavox-Festival HF 37-72)
- En una flor / La vida es así / Concierto para enamorados / Café, vainilla o chocolate (Hispavox-Festival HF 37-76)
- Flores en la pared / Cosi' come viene / In un fiore / En las paredes (Hispavox-Festival HF 37-79)

33 RPM
- 16 Grandes Éxitos de Les Surfs (1964 Hispavox-Festival HF 31-02) - Tu serás mi baby / Su forma de besar / Ahora te puedes marchar / El crossfire / No, no te vayas / Dum-dum-dee-dum / Todo me lo has dado / Ciribiribín / Si yo tuviera un martillo / Hay un lugar / De mi mejor amigo / 100.000 chicas / No tiene importancia / Apaguen esa luz / Es más fácil decirlo que hacerlo / Cuando lleguen los santos
- Les Surfs 16 Grandes Éxitos (1976 Hispavox-Festival HF 31-03) - Tu serás mi baby / Su forma de besar / Ahora te puedes marchar / El crossfire / No, no te vayas / Dum-dum-dee-dum / Todo me lo has dado / Ciribiribín / Si yo tuviera un martillo / Hay un lugar / De mi mejor amigo / 100.000 chicas / No tiene importancia / Apaguen esa luz / Es más fácil decirlo que hacerlo / Cuando lleguen los santos